# Helogale
Helogale är ett släkte i familjen manguster. Dessa djur lever i östra och södra Afrika och är de minsta arterna i familjen. Tidigare delades släktet i upp till åtta arter men enligt Mammal Species of the World (2005) sammanfattas de till två arter med olika underarter.
- Helogale hirtula
- Dvärgmangust (Helogale parvula)

## Kännetecken
Dessa djur når en kroppslängd av 18 till 26 centimeter. Därtill kommer en 12 till 20 centimeter lång svans. Vikten ligger mellan 230 och 680 gram. Pälsens färg är variabel men huvudsakligen brun- eller gråaktig, men det finns även helt svarta exemplar. Några individer är på strupen eller brösten rödaktiga. Extremiteterna och svansen är oftast lite mörkare.

## Utbredning och habitat
Helogale hirtula lever i ett mindre område i Etiopien, Somalia och norra Kenya. Helogale parvula förekommer från Etiopien till Angola och östra Sydafrika. Deras habitat utgörs av savanner, glesa skogar, buskskogar, halvöknen och bergsregioner upp till 1800 meter över havet.

## Levnadssätt
Arterna av släktet är aktiva på dagen och lever socialt i grupper med vanligen tio till tolv individer. Ibland har en flock upp till 40 medlemmar. Gruppen leds av en dominant hona. Äldre ungdjur och även andra gruppmedlemmar hjälper vid uppfostringen av de nyfödda ungarna som bara föds av den dominanta honan. Först när denna hona dör upplöses gruppen. Efter det monogama paret är de yngsta flockmedlemmarna i hierarkins topp. Antagligen säkras så att ungarna får tillräcklig föda.
I reviret grävs flera lyor som markeras med körtelvätska.

## Födan
Dessa djur livnär sig nästan uteslutande av insekter. Födan kompletteras ofta med små ryggradsdjur, ägg och frukter.
Dessutom äter de ibland snäckor. För att öppna snäckans skal tar dessa djur snäckan i de bakre extremiteterna och kastar den mot en klippa. Det iakttogs även att de kastar en sten mot snäckan.
Med detta beteende är dessa djur inte ensamt i familjen manguster. Flera andra arter i familjen handlar på liknande sätt.

## Fortplantning

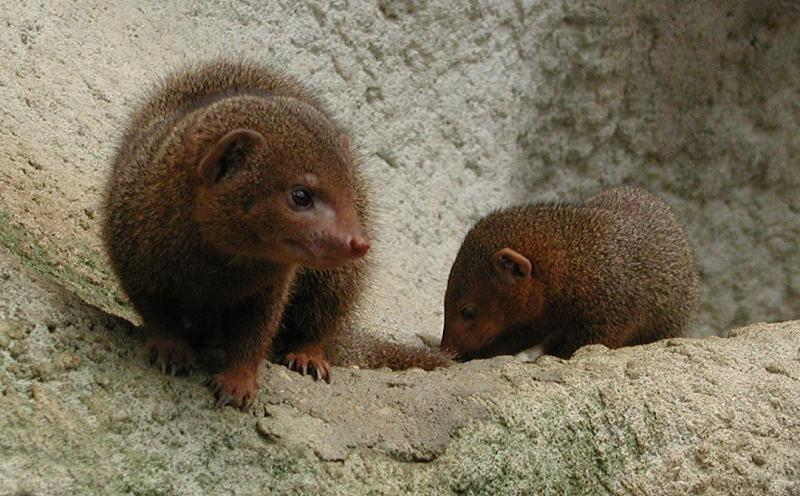
Två ungdjur

Den dominanta honan har i naturen två till tre kullar per år och i fångenskap upp till fyra kullar. Efter dräktigheten som varar i 49 till 56 dagar föder honan en till sju (i genomsnitt 4) ungar. Ungarna får ungefär 45 dagar di men de börjar redan efter några veckor med fast föda. Med ungefär tre år är ungdjuren full utvecklade. Livslängden kan vara upp till 12 år.
Redan efter tre månader är ungarna könsmogen. Å andra sidan dödas ungar av individer som inte tillhör flockens alfahona. Fortplantning är ett privilegium som bara innehas av den dominanta honan och hennes partner.